# Nothoscordum umburucuyanum
Nothoscordum umburucuyanum är en amaryllisväxtart som beskrevs av Pierfelice Ravenna. Nothoscordum umburucuyanum ingår i släktet vaniljlökar, och familjen amaryllisväxter. Inga underarter finns listade i Catalogue of Life.